# شث رفيع الأوراق
شث رفيع الأوراق (الاسم العلمي:Dodonaea stenophylla) هو نوع من النباتات يتبع جنس الشث من الفصيلة الصابونية.